# Real Audiencia y Chancillería de Valladolid
La Real Audiencia y Chancillería de Valladolid fue un órgano judicial establecido por Enrique II de Castilla en 1371, con competencias sobre todo el territorio de la Corona de Castilla, a excepción de las propias de la Sala de Justicia (también llamada de las Mil y Quinientas) del Consejo de Castilla.
Tuvo sede en la ciudad de Valladolid, funcionó durante buena parte de la Edad Media y durante toda la Edad Moderna como el más alto tribunal de justicia del reino, y fue suprimido en 1834 como consecuencia de la implantación del Liberalismo.
A finales del siglo XV perdió parte de su jurisdicción al ser creada la Real Audiencia y Chancillería de Ciudad Real, que fue trasladada finalmente a Granada, con la creación de la Real Chancillería de Granada en 1505.

## Historia

### Antecedentes y creación del tribunal
El origen remoto de la institución se halla en el reinado de Alfonso X
, quien comenzó una larga reforma judicial a partir de su obra jurídica que se prolongó en el tiempo durante la Baja Edad Media y el reinado de la Casa de Trastámara, hasta llegar a su punto máximo durante el reinado de los Reyes Católicos. A pesar de ello, la creación como tal de este tribunal se encuentra en las Cortes de Toro de 1371 convocadas por el monarca Enrique II, quien llevó a cabo una serie de reformas judiciales, entre ellas la creación de la institución de la Real Audiencia como un tribunal de suplicación de los pleitos que hasta entonces eran recurridos ante el rey, estableciendo la organización de estos tribunales de justicia, aunque sus competencias no quedaron claramente definidas.
En un primer momento el tribunal careció de sede fija, siendo itinerante dependiendo de los movimientos del rey y el establecimiento de la Corte. Por ello la audiencia era establecida en el mismo lugar en el que residía el chanciller, empleado encargado en el sellado de los documentos reales, comenzando por ello a ser denominada Chancillería a partir de 1390, comprendiendo ambos sentidos de la palabra: tanto tribunal de justicia como conjunto de personas que disponen del sello y registro real para la expedición y validación de documentos.
Durante los reinados posteriores se comenzó a consolidar y establecer las competencias del nuevo tribunal, como ocurrió tras las Cortes de Valladolid de 1385, en las que Juan I instituyó el Consejo Real de Castilla como el tribunal superior de la Corona, limitando las funciones de la real audiencia. En las posteriores Cortes de Briviesca de 1387 y las de Segovia de 1390, quedó configurada la audiencia como la máxima instancia judicial, salvo en los casos de recurso de segunda suplicación, que debería atenderlos el Consejo.
Por su parte Enrique III suspendió a los oidores ante las quejas de los procuradores por estar ausentes en el tribunal, que fueron restablecidos por Juan II, quien determinó que debían ocuparse de los pleitos civiles, mientras que los alcaldes debían hacerlo de los criminales. Durante sendos reinados comenzó a instaurarse la sede de la audiencia en la ciudad de Valladolid, asentándose definitivamente allí en 1442.

### Ordenanzas de Medina del Campo
Todas estas actuaciones tuvieron su punto cumbre en el reinado de los Reyes Católicos, quienes terminaron el proceso renovador, disponiendo una serie de medidas que conferirán el carácter del tribunal. En las Cortes de Toledo de 1480 se determinó el establecimiento definitivo de la audiencia en Valladolid, y cinco años más tarde le otorgaron ordenanzas en Córdoba, ampliadas al año siguiente en Piedrahíta; en 1489 expidieron unas nuevas ordenanzas en Medina del Campo. Este último texto definió su composición y atribuciones, reorganizando y regulando todos los aspectos del tribunal, determinando incluso la creación del archivo de la Real Chancillería, estableciendo en su capítulo 51 que debía existir dentro del tribunal una cámara con dos armarios que custodiasen tanto los pleitos resueltos como los privilegios y documentos relacionados con la Chancillería y sus derechos.
Dentro de las medidas llevadas a cabo por los Reyes Católicos, el tribunal se instaló a finales del siglo XV en el antiguo palacio de los Vivero, conocido por haber sido el escenario del matrimonio de los propios monarcas en 1469, y que tras pertenecer a Alonso Pérez de Vivero, contador mayor de Juan II, su familia lo perdió y pasó a manos de la Corona. Los Reyes iniciaron en 1475 una serie de reformas, eliminando su aspecto defensivo y proporcionándole otro más señorial, como lo fue el patio central que articula el edificio.
En 1494, la reina Isabel I recortó las competencias territoriales de la Chancillería de Valladolid, estableciendo la división de la administración de justicia del reino en dos demarcaciones: el territorio comprendido al norte del río Tajo quedó bajo la jurisdicción del tribunal existente, y para el territorio situado al sur del mismo río creó la Real Audiencia y Chancillería de Ciudad Real. En el año 1500 se decidió trasladar este nuevo tribunal a la ciudad de Granada, hecho que se hizo efectivo en 1505, creando la Real Chancillería de Granada, que guardó las competencias que habían sido otorgadas a la de Ciudad Real.

### Proceso de reorganización
Con el paso tiempo y ante la necesidad de las Chancillerías de procurar una justicia territorial, se llevó a cabo en el siglo XVI una reorganización judicial, creando una serie de nuevas audiencias. De esta manera surgen la Real Audiencia de Galicia, la Real Audiencia de Canarias y finalmente la Real Audiencia de los Grados de Sevilla (1525), que aunque tenían competencias judiciales en asuntos civiles y criminales, no disponían de competencias de gobierno, siendo tribunales de apelación; ninguna de estas audiencias estuvo en posesión del sello real, y por ello no fueron chancillerías.
Como consecuencia de la creación de estas audiencias, se van recortando paulatinamente las funciones de la Real Chancillería de Valladolid, a pesar de que se mantiene como mayor órgano judicial. Junto a las anteriores audiencias, Carlos I instaló en 1528 la Audiencia de Aragón en Zaragoza, y su hijo Felipe II creó las concernientes a los territorios italianos e indianos.

### Marcha posterior y desaparición
Desde 1601 hasta 1606 la sede del tribunal se trasladó a Medina del Campo, con motivo del establecimiento de la Corte en Valladolid (incluso llegó a establecerse en Burgos durante el último año, 1606), pero una vez establecida nuevamente la Corte en Madrid, la sede volvió a la capital vallisoletana. A finales del siglo XVII se llevaron a cabo reformas en sus edificios, y el antiguo palacio de la Real Chancillería pasó a funcionar como cárcel de la audiencia en 1687 tras las remodelaciones llevadas a cabo a partir de 1678 por Juan Tejedor Lozano, Felipe Berrojo y Juan de Medina Argüelles. A partir de 1703 la Cárcel Vieja de Valladolid ya empieza a funcionar.
Durante la guerra de independencia, a causa de la fragmentación territorial y administrativa reinante, parte de las escribanías y jueces de la Chancillería permanecieron en Valladolid, mientras que otra parte, continuó con sus funciones impartiendo justicia de forma itinerante, desplazándose de un punto a otro del territorio. Pese a esto, comenzó a valorarse la existencia de la Real Chancillería, considerada un anticuado ente de justicia, y tras la Constitución Española de 1812 y posterior muerte de Fernando VII, el país vive una gran reforma de la administración central que culmina con la definitiva supresión tanto del tribunal de Valladolid como el de Granada, por un decreto de 26 de enero de 1834, tras el establecimiento definitivo del Liberalismo. Mediante una serie de decretos similares, conocidos como decretos de Nueva Planta, se crean a su vez otras entidades de justicia acordes a la nueva doctrina política, con la exclusiva función judicial: el Tribunal Supremo de España y el Consejo Real de España e Indias, que fue subdividido en varios. Para sustituir a las reales audiencias fueron creadas las audiencias territoriales; la Audiencia Territorial de Valladolid heredó las competencias de la antigua Chancillería, con jurisdicción en las provincias de Valladolid, Palencia, León, Zamora y Salamanca.

## Composición y funciones
El tribunal de la Real Audiencia y Chancillería de Valladolid tenía entre sus principales funciones la de ser el más alto tribunal de apelación (con la salvedad de la Sala de las mil quinientas y el Consejo de Castilla) en el marco de su jurisdicción que, a partir de la creación de la Chancillería de Ciudad Real en 1494 y su posterior traslado a Granada en 1505, abarcaba todo el territorio de la Corona de Castilla al norte del río Tajo.
La Real Audiencia y Chancillería de Valladolid se encontraba dividida en salas. Estas eran la Sala de lo Civil, Sala del Crimen, Sala de Vizcaya y la Sala de Hijosdalgo.
La Sala de lo Civil se encontraba a su vez subdivida, en un primer momento, en dos salas con dos oidores cada una. En 1499, se añade una sala destinada a los pleitos civiles, además de aumentarse el número de oidores por sala a tres. En 1542, se alcanzan los dieciséis oidores al abrirse una nueva sala más y aumentar a cuatro los oidores destinados a cada sala.
La Sala del Crimen se encontraba presidida por tres oidores o alcaldes del crimen, como eran conocidos por su adscripción a la Sala del Crimen. En 1554, el número de alcaldes del crimen aumenta a cuatro.
La Sala de Hijosdalgo se orienta hacia el juicio de casos relacionados con la condición de hidalguía. Habitualmente, estos casos solían responder a la negación de uno de los litigantes de su condición de hidalguía, con todos los privilegios que ello conllevaba, por un tercero. La Sala de Hijosdalgo estaba conformada por dos alcaldes y notarios del reino, destinados estos últimos a pleitos sobre alcabalas. Los notarios, desaparecerán de la Sala de Hijosdalgo en 1572, pasando a ser juzgados sus pleitos por los alcaldes, quienes crecen a tres. En 1619, aumentarán a cuatro alcaldes.
La Sala de Vizcaya juzgaba todos los asuntos que involucrasen a personas nacidas o reconocidas como vizcaínas, ya que esta condición, la vizcainía, era equiparable en privilegios a la de hidalguía en virtud de la aplicación del Fuero de Vizcaya.
En lo que a su organización, regulación y legislación interna se refiere, la Real Audiencia y Chancillería de Valladolid se regía por el denominado como Real Acuerdo, órgano integrado por el presidente de la Chancillería, los oidores civiles y el escribano de cámara de mayor antigüedad. En 1711 se crea el Acuerdo del Crimen, subdivisión del órgano anterior y con competencias relativas a lo criminal.

Otros de los oficios vinculados al desempeño de las funciones de la Chancillería eran los relatores, receptores, escribanos, fiscales y porteros.